# Anolit
Anolit – roztwór anodowy, część elektrolitu w bezpośrednim sąsiedztwie anody. Jeśli ogniwo wyposażone jest w membranę jonoprzepuszczalną, anolit jest częścią elektrolitu znajdującą się po tej samej stronie przepony co anoda. Przykładowo, w kulometrycznym oznaczaniu wody metodą Karla Fischera z diafragmą, anoda zanurzona jest w anolicie, a katoda w katolicie. Z kolei ustalenie składu anolitu po elektrolizie może być podstawą do opracowywania nowych technik elektrochemicznych.